# گلگنج
گلگنج یا گل گنج یا گرگنج روستایی در دهستان قائن بخش مرکزی شهرستان قائنات استان خراسان جنوبی ایران است. بر پایه سرشماری عمومی نفوس و مسکن در سال ۱۳۹۰ جمعیت این روستا ۲۲۷ نفر (در ۸۱ خانوار) بوده‌است.
این روستا دارای ۲ بخش قدیمی ساز و نوساز است؛ که بخش قدیمی ساز پایین ده (روستا) و بخش نوساز بالای ده (روستا) می‌باشد که به بخش نوساز شهرک نیز گفته می‌شود.

## جغرافیا
روستای گلگنج در ۲۰ کیلومتری جنوب شرقی شهر قائن واقع شده‌است و دارای امکاناتی از قبیل برق، تلفن ثابت، ایستگاه تلویزیون، خانه بهداشت، پارک و میدان ورزشی می‌باشد. روستا دارای یک رشته قنات می‌باشد. از محصولات کشاورزی می‌توان به زرشک، زعفران، زرد آلو، آلو، انگور، پسته و بادام اشاره کرد.

## جاذبه گردشگری
از جاهای دیدنی روستا می‌توان به کاخ و مزار اشاره کرد.